# أيغيس

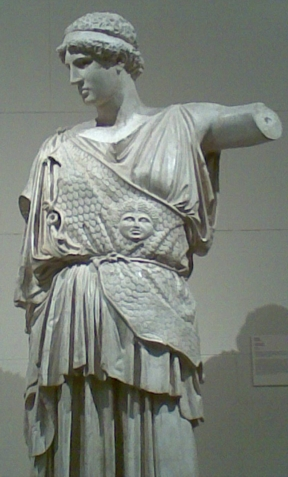
أثينة ترتدي الأغيس، متحف بوشكين.

أيغيس هو درع في الأساطير الأمازيغية والإغريقية، بحيث يعتقد البعض أنه في الأصل رداء عسكري مصنوع من جلد الماعز، كان يرتديه زيوس كبير آلهة الإغريق القدامى كدرع واقٍ. ويعتبره البعض رمزاً للغمام الأصفر المصوف الذي يرسل منه زيوس رعده، وبذلك صار الأغيس درعاً مخيفاً.

## في الأساطير الإغريقية
حسب الأساطير الإغريقية فإن الأغيس هو رأس مدوسة، التي ذهب معظم الكتاب الإغريق القدماء إلى أن أصلها من ليبيا أي تامزغا، الذي قطعه برسيوس.
كان زيوس يعير درعه أغيس لابنته أثينة عندما تذهب إلى الحرب مما كان يجعلها مقاتلة لا تُهزم. وأحياناً كان يعيره لأبولو، وكان الأغيس يعتبر الدرع الناجع في قتال زيوس ضد الجبابرة الأسطوريين أمثال أطلس.

## عند هيرودوت
حسب هيرودوت فإن الأغيس هو درع أثينة المصنوع من جلد الماعز، وهو الدرع العادي للنساء الليبيات أي الأمازيغيات. وهو يرى بأن الأغيس من أصل أمازيغي (ليبي)، وبشكل أدق من المنطقة المحيطة ببحيرة تريتونيس. ووفق ما كتبه هيرودوت فإن النساء الأمازيغيات كن يرتدين جلود الماعز الذي أزيل عنه شعره.
يشير هيرودوت في حديثه عن أصل الأغيس إلى بحيرة تريتونس، وهي البحيرة التي ولدت فيها الربة نيث حسب الرواية الأمازيغية، وحسب المؤرخين القدماء فإن نيث الأمازيغية هي نفسها أثينة الإغريقية. وفي حديث هيرودوت عن النساء اللواتي يرتدين الأغيس يقصد نساء المكسياس اللاتي كن يعبدن الربة نيث / أثينة / تانيت في طقوس عسكرية حربية يسميهن البعض بالأمازونيات الأمازيغيات. ويعتقد أن المكسياس عند هيرودوت هم نفسهم الأمازيغ الذين حكموا مصر القديمة بحيث عرفوا من خلال الكتابات الفرعونية بالمشوش.